# Jun Mochizuki
Jun Mochizuki (jap. 望月 淳, Mochizuki Jun; * 22. Dezember in der Präfektur Kanagawa) ist eine japanische Comiczeichnerin und Illustratorin, die insbesondere mit ihrer Manga-Serie Pandora Hearts internationale Bekanntheit erlangt hat.

## Leben
Mochizuki wurde am 22. Dezember in der Präfektur Kanagawa geboren. Das Geburtsjahr ist nicht öffentlich bekannt. Nach Abschluss der Oberschule bewarb sie sich für eine Kunsthochschule, wurde aber nicht angenommen. Sie zeichnete weiter und reichte schließlich eine Geschichte bei Square Enix ein. Sie wählte diesen Verlag, da hier auch Hiromu Arakawa publiziert, die zu ihren Vorbildern und Inspirationen gehört. Mochizukis erste veröffentlichte Geschichte war eine Kurzgeschichte mit dem Titel Pandora Hearts. Es folgte die kurze Serie Crimson-Shell, die von September 2005 bis Februar 2006 im Magazin GFantasy (Gangan Comics) lief. In der gleichen Publikation startete im Mai 2006 ihre erste längere Serie, Pandora Hearts. Diese teilt mit Mochizukis Erstlingswerk zwar den Titel, aber nicht die Geschichte. Die Serie wurde als Anime umgesetzt sowie in viele Sprachen übersetzt. Der Manga wurde im März 2015 abgeschlossen. Ihm folgte ab Dezember 2015 Mochizukis aktuelle Serie The Case Study of Vanitas, die später ebenfalls als Fernsehserie adaptiert und in vielen Sprachen verlegt wurde.
Deutsche Übersetzungen ihrer Werke sind bislang beim Carlsen-Verlag erschienen.

## Werke
- Crimson-Shell (2005, als Einzelband in deutscher Übersetzung von Antje Bockel, Carlsen Verlag, Hamburg 2014, ISBN 978-3-551-72339-0)
- Pandora Hearts (2006–2015, 24 Bände, deutsche Übersetzung von Antje Bockel, Carlsen Verlag, Hamburg ab 2011)
- The Case Study of Vanitas (seit 2015 laufend, 11 Bände, deutsche Übersetzung von Antje Bockel, Carlsen Verlag, Hamburg ab 2017)